# 普光寺 (大牟田市)
普光寺（ふこうじ）は、福岡県大牟田市にある天台宗山門派の寺院。山号は宇今山。院号は実成院。本尊は千手観音。九州西国霊場第15五番。また筑後三十三観音24番札所。
大牟田市内で最も古い寺院のひとつ。

## 歴史
言い伝えなどによれば、筑後国三池郡の郡司として下向した嵯峨天皇の皇子が823年（弘仁14年）に建立したのに始まり、その後天台宗の僧円仁（慈覚大師）が寺としたと伝えられる。
その後は、盛衰を繰り返したが、戦国時代には復興され、領主の帰依を得た。
元和7年（1621年）に江戸幕府代官の板倉重昌より玄蕃高5石、今高8石を安堵される。
延宝6年（1678年）に三池藩主立花種長より寺領20石を寄進される。

## 文化財

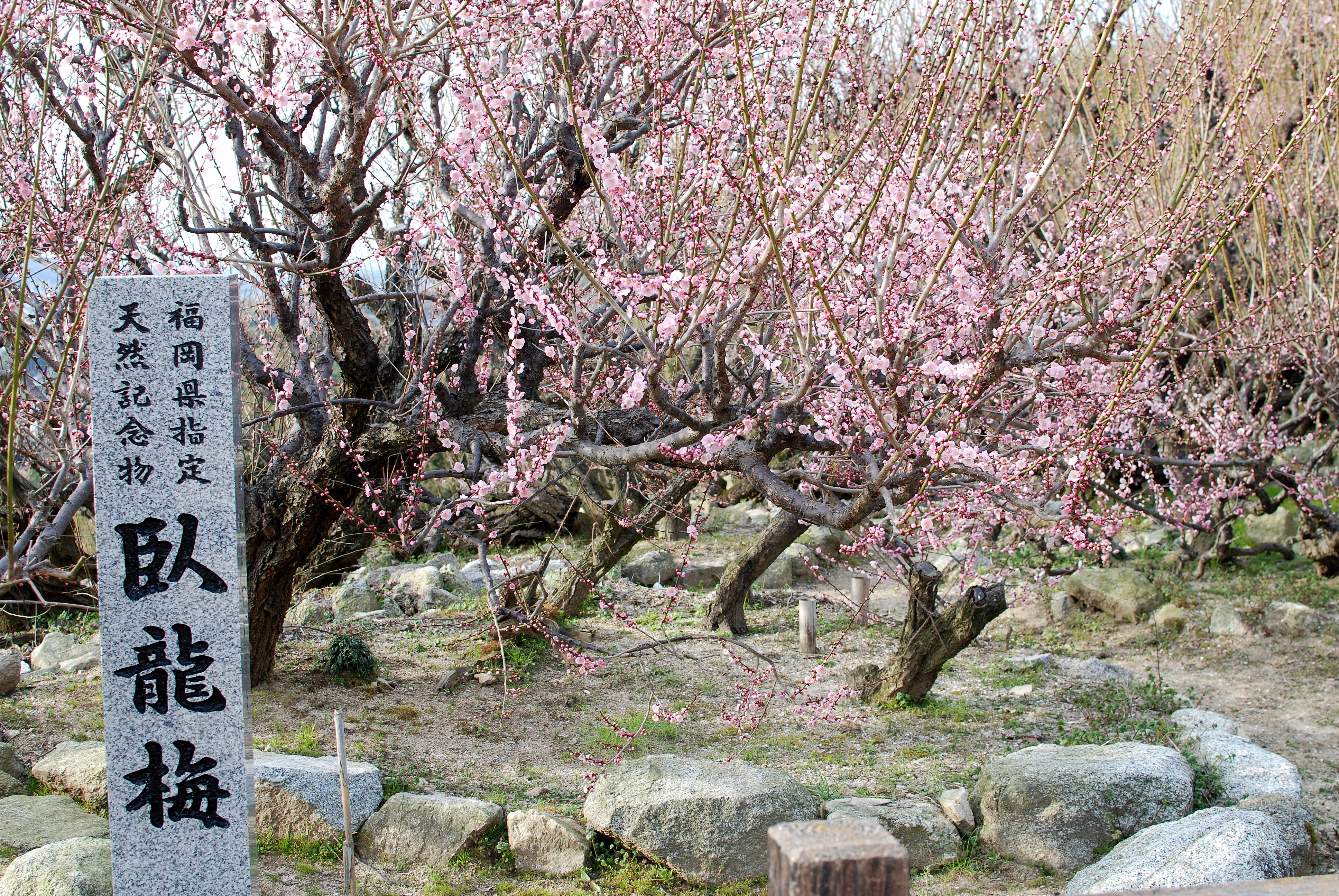
臥龍梅

- 福岡県指定文化財[1]
  - 木造薬師如来坐像
  - 木造慈覚大師像
  - 不動明王板碑
- 福岡県指定天然記念物[1]
  - 臥龍梅（樹齢450年）

### 木造薬師如来坐像
寄木造りの薬師如来坐像。
1963年に解体修理が行われ、頭部から胸部にかけての部分には平安後期の藤原様式の特徴が認められるが、他の部分は全て鎌倉末期の補修であることが判った。

### 木造慈覚大師像
薬師如来坐像と同時に解体修理が行われ、頭部に玉琳坊澄慶が1429年（正長2年）に造立したことが記銘されている。上部には梵字で大日真言が墨書してある。
また、記銘の銘文には、慈覚大師像の造立、奉納理由として「普光寺が長らく荒廃していたため」という旨が記されている。

### 不動明王板碑
石工藤原助継が願主として奉納したもの。記銘年が無いため正確な年は不明だが、藤原助継が活躍した時代を想定すると、1345年から1350年の貞和年間の造立と推測されている。

### 臥龍梅
臥龍梅（がりゅうばい）は境内にある樹齢450年以上と推定されている八重咲きの紅梅。樹形が、「伏せている龍の姿」に見えることから命名されている。全長約28メートル、高さ約3メートル。
1958年に福岡県の天然記念物に指定された。
開花の時期には毎年約1万人が観梅に訪れる。

## 交通
- 大牟田駅より西鉄バス大牟田普光寺ゆき（10系統）に乗車し終点下車、徒歩8分（660m）
- 九州自動車道南関インターチェンジより10㎞